# Mons Dilip
Mons Dilip – góra na niewidocznej stronie Księżyca, wewnątrz krateru King. Jej średnica to 2 km. Nazwa, nadana w 1976 roku pochodzi od indyjskiego imienia męskiego Dilip.
Mons Dilip leży na północny wschód od Mons Dieter.